# Bela Vista de Goiás
Pour les articles homonymes, voir Bela Vista (homonymie).
Bela Vista de Goiás est une municipalité brésilienne de l'État de Goiás et la microrégion de Goiânia.